# Carrickfergus (district)
Carrickfergus is een voormalig district (met borough status) in Noord-Ierland. Het is sinds 2015 deel van het district Mid and East Antrim. Carrickfergus telde in 2007 40.000 inwoners. De oppervlakte bedraagt 82 km², de bevolkingsdichtheid is 487,8 inwoners per km².
Van de bevolking is 85,1% protestant en 8,7% katholiek.
Antrim · Ards · Armagh · Ballymena · Ballymoney · Banbridge · Belfast · Carrickfergus · Castlereagh · Coleraine · Cookstown · Craigavon · Derry (Londonderry) · Down · Dungannon en South Tyrone · Fermanagh · Larne · Limavady · Lisburn · Magherafelt · Moyle · Newry and Mourne · Newtownabbey · North Down · Omagh · Strabane